# Січинський Андрій
Андрій Січинський (найімовірніше, кінець 2-ї половини 1840-х, с. Нижбірок — 1893, м. Перемишль) — український адвокат, громадсько-політичний діяч. Співзасновник товариства «Просвіта».

## Життєпис
Народився в сім'ї священника найімовірніше, наприкінці другої половини 1840-х років в с. Нижбірок (Королівство Галичини та Володимирії, Австрійська імперія, нині Гусятинський район, Тернопільська область, Україна). Його братом був о. Микола Січинський.
Навчався в Тернопільській державній класичній гімназії, де увійшов до гімназійного товариства «Громада», до складу якого входили українські гімназисти. Був другим «війтом» (очільником) тернопільської гімназійної «Громади». Студіював право у Львівському університеті. У 1868 році разом з Олександром Борковським, Анатолем Вахнянином, Омеляном Партицьким, Юліяном Романчуком увійшов до складу організаційного комітету, який заснував у м. Львові товариство «Просвіта». Згодом працював у Львові урядовцем прокураторії скарбу. Від 1877 року — адвокат у Перемишлі.
Автор статей у газеті «Діло».
Помер 1893 року м. Перемишль (Королівство Галичини та Володимирії, Австро-Угорщина, нині Польща).
Про нього як людину великих здібностей і громадського діяча відгукувались у спогадах Олександр Барвінський і Євген Олесницький.